# Massaker von Fivizzano

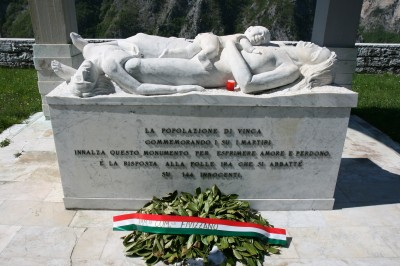
Massaker von Fivizzano, Denkmal auf dem Friedhof von Vinca

Die Massaker von Fivizzano fanden zwischen Anfang Mai und Mitte September 1944 in den zur italienischen Gemeinde Fivizzano (⊙) in der Provinz Massa-Carrara (Toskana) gehörenden Ortsteilen Sassalbo, Mommio, San Terenzo, Bardine di San Terenzo, Vinca und Tenerano statt. Dabei wurden etwa 400 Einwohner von Einheiten der Waffen-SS, der Wehrmacht und der faschistischen paramilitärischen schwarzen Brigaden (Brigate Nere) umgebracht, darunter waren auch Frauen und Kinder.
Ein Militärgericht in Rom verurteilte im Jahr 2009 neun Angehörige der an den Massakern beteiligten 16. SS-Panzergrenadier-Division „Reichsführer SS“ in Abwesenheit zu lebenslanger Haft, die Deutschland nie auslieferte. Im August 2019 bat der deutsche Bundespräsident Frank-Walter Steinmeier bei einer Gedenkveranstaltung in Fivizzano um Vergebung für die von Deutschen begangenen Kriegsverbrechen.

## Massaker
Im Verlauf des Zweiten Weltkriegs operierten im Gebiet der Apuanischen Alpen vom Herbst 1943 bis zur Vertreibung der Wehrmacht, die die sogenannte Gotenlinie verteidigte, starke italienische Partisanenorganisationen. Diese Gruppen bekämpften die deutsche Besatzungsmacht, indem sie Straßen, Brücken und Eisenbahnlinien und die deutschen Nachschubwege entweder mit Sabotageakten zerstörten oder stark beschädigten. Zur „Bandenbekämpfung“, so der damalige Wortlaut, wurden verschiedene militärische Einheiten abgestellt. In Fivizzano beging die Aufklärungsabteilung der 16. SS-Panzergrenadier-Division „Reichsführer SS“ unter der Führung von SS-Sturmbannführer Walter Reder schwere Kriegsverbrechen. Angehörige der vom SS-Gruppenführer Max Simon geführten Division waren bereits vor den Ereignissen in Fivizzano an Kriegsverbrechen in Italien beteiligt gewesen und beteiligten sich wenig später auch am Massaker von Marzabotto. Unterstützt wurden die deutschen Truppen zum Teil von Einheiten der faschistischen Schwarzen Brigaden sowie anderen Einheiten des Marionettenstaates Repubblica Sociale Italiana (RSI).
In den nachfolgend aufgeführten Massakern sind nur die größten dargestellt. In weiteren Ortsteilen der Gemeinde Fivizzano wurden ebenfalls weitere Zivilpersonen ermordet. Insgesamt kamen etwa 400 Einwohner ums Leben.

### Massaker von Mommio
Am 4. und 5. Mai 1944 fand im Ortsteil Mommio (⊙) die erste Operation gegen Partisanen in der Gemeinde Fivizzano statt. Die Aktion stand unter der Leitung von Oberst Kurt Almers, Kommandant der Festungs-Brigade 135. Beteiligt waren auch die Aufklärungsabteilung der Fallschirm-Panzer-Division 1 Hermann Göring sowie Einheiten der RSI darunter auch die Xª MAS, insgesamt etwa 2000 Mann. Die deutschen und italienischen Einheiten besetzten nach einem kurzen Feuergefecht mit Partisanen Mommio. Bei der anschließenden Durchsuchung des Ortes wurde Material gefunden, das die Alliierten mit Fallschirmen abgeworfen hatten. Als Repressalie wurden 22 männliche Einwohner, darunter 19 Zivilisten erschossen und der Ort in Brand gesteckt. Einige der Opfer wurde zudem gefoltert, um Informationen zu erhalten.

### Massaker von Sassalbo
Am 5. Mai 1944 floh die Bevölkerung von Sassalbo (⊙) vor Racheakten in die Berge, allerdings wurden 16 italienische Männer gefangen genommen und anschließend auf der Piazza des Orts erschossen.

### Massaker von Bardine di San Terenzo
Reders Aufklärungsabteilung der 16. SS-Panzergrenadier-Division „Reichsführer SS“ wurde etwa Mitte August 1944 aus der Front am Arno in das rückwärtige Gebiet zwischen Carrara und Marina di Carrara verlegt. Bei einem dreistündigen Gefecht am frühen Morgen des 17. August nach dem Partisanenüberfall an der Brücke von Bardine di San Terenzo (⊙), einer Ortschaft der Gemeinde Fivizzano, fielen 16 deutsche Soldaten, darunter auch der Führer der Gruppe, ein SS-Untersturmführer. Dies war die verlustreichste Partisanenaktion für diese SS-Division überhaupt. Von den Partisanen fiel einer, zwei wurden verletzt. Als die deutschen Soldaten am Nachmittag ihre Opfer bargen, wurden zahlreiche Häuser in Bardine di San Terenzo zerstört und zwei Einwohner erschossen. Die Einwohner flüchteten aus dem Dorf, da sie weitere Rachetaten vermuteten.
Zwei Tage später, am 19. August 1944, kam die Feldgendarmerie in Anwesenheit von SS-Obersturmbannführer Helmut Looß in das Dorf und brachte 53 Zivilisten mit ins Dorf, die als vermeintliche Helfer der Partisanen beim Massaker von Sant’Anna di Stazzema identifiziert worden waren. Sie wurden an die zerstörten Militär-Lastkraftwagen mit Stacheldraht um den Hals gefesselt. Anschließend schossen sie auf die Beine und Füße der Opfer, sodass diese langsam durch den Stacheldraht qualvoll erdrosselt wurden. Diese Methode wurde später auch an anderen Orten angewendet, beispielsweise im italienischen Casalecchio bei Bologna.

### Massaker von Valla und San Terenzo Monti
Am 19. August 1944 kreiste die 16. SS-Panzer-Aufklärungsabteilung das Gebiet um Bardine di San Terenzo weiter ein und durchkämmte es. Dabei stießen sie auf Frauen, Kindern und alte Menschen, die sich außerhalb des Dorfes versteckt hatten. Diese Gruppe von 103 wehrlosen Personen wurde in einem Bauernhof namens Valla stundenlang festgehalten und anschließend von SS-Männern mit einem Maschinengewehr erschossen. Eine Frau konnte fliehen und ein 7-jähriges Mädchen überlebte, da es sich tot stellte und so dem Tod durch Genickschuss entging. Im Ort San Terenzo Monti wurde der Pfarrer der Gemeinde erschossen, weil er angeblich mit den Partisanen kollaborierte.
Zur gleichen Zeit hielt sich Walter Reder mit Offizieren in der dörflichen Trattoria in San Terenzo Monti (⊙) zum Mittagessen auf. Der Gastwirt, der das Militär bedienen musste, wusste noch nicht, dass zur gleichen Zeit seine Frau und seine fünf Kinder auf Befehl von Reder erschossen wurden.

### Massaker von Vinca
Das Massaker vom 24. bis 27. August 1944 in der Ortschaft Vinca (⊙) wurde von der 16. SS-Panzer-Aufklärungseinheit, Flak- und Transport- und SS- sowie Luftwaffen-Feldivisions-Einheiten durchgeführt. An diesem Massaker war auch die Miliz der italienischen faschistischen „Schwarzen Brigaden“ aus Carrara mit 100 Mann unter Oberst Giulio Lodovici beteiligt. Der äußere Anlass war ein Partisanenangriff auf ein deutsches Militärfahrzeug am 18. August 1944 auf der Straße zwischen Vinca und Monzone, bei dem ein Offizier getötet wurde. Am 21. August 1944 wurde die „Partisanenbekämpfungsaktion“ in Vinca und weitere Aktionen im Hauptquartier in Massa besprochen. Dort erteilte der für diesen Abschnitt zuständige SS-General Max Simon SS-Obersturmbannführer Helmut Looß den Befehl zur Vorbereitung der Aktionen. Looß war Leiter des Sicherheitsdienstes in der Division, er arbeitete einen detaillierten Plan aus, wobei er nicht nur die Gegebenheiten des Territoriums untersuchte, sondern auch Ergebnisse der Spionage und Informationen faschistischer Kollaborateure berücksichtigte. Am 21. August 1944 wies er 20 Offiziere im Hauptquartier in den Plan und ihre Aufgaben ein. Mit der Durchführung wurde Walter Reder beauftragt. Ein weiteres Treffen der Führungsoffiziere fand am 23. August 1944 in Carrara statt, das Walter Reder leitete, dem erneut das Kommando von Max Simon erteilt wurde.
Militärisch wurde die Aktion als Durchkämmungsaktion gegen Partisanen bezeichnet, die das Ziel hatte, verbrannte Erde zu hinterlassen. In Wirklichkeit war es ein vorbereitetes Massaker an Zivilisten. Das Einsatzgebiet war relativ groß, deshalb gaben Einheiten der rückwärtigen Division Truppenteile ab. Es waren neben Reders Panzeraufklärungseinheit auch Soldaten der Panzer- und Flak-Abteilung, des Feldersatz-Bataillons und der Begleitkompanie beteiligt. Ferner gab die Wehrmacht Soldaten des Hochgebirgsjäger-Bataillons 3, des Jäger-Regiments 40 und der 20. Luftwaffen-Feld-Division ab. Die faschistischen Schwarze Brigaden der regionalen Brigate Nere aus Carrara waren mit Hunderten Milizionären an der Aktion beteiligt. Insgesamt waren etwa 1500 bis 2000 Mann in einem großflächigen Steinbruchsgebiet des Carrara-Marmors eingesetzt, das von Tunneln, Schluchten und Höhlen durchzogen ist. Das Gebiet war schwer zugänglich.
Am 24. August 1944 um 9:00 drang die erste deutsche Kompanie in das Dorf Vinca ein, führte die ersten Erschießungen durch und zerstörte zahlreiche Gebäude. Die weiteren Einheiten „säuberten“ zusammen mit den Brigate Nere die Dorfumgebung. Dabei betätigten sich die Brigate Nere besonders grausam. Sie töteten ohne Rücksicht Frauen, Kinder und alte Menschen. Oberhalb von Vinca wurden 29 Kinder und Frauen getötet, in Vallo di Vinca 14, sieben in Foce di Vinca und in Aquabomba eine Frau und fünf Kinder. Der Historiker Carlo Gentile erklärt die Grausamkeit der Brigate Nere dadurch, dass das Gebiet von Vinca und Monzone fest in der Hand der Linken war, wobei sich sogar eine der wenigen militärischen Einheiten der Linken mit Sprengstoffanschlägen gegen die italienischen Faschisten gewehrt hatte. Gentile geht auch davon aus, dass es zu Kämpfen mit den Partisanen gekommen sein muss, denn im Verlauf der Aktionen verloren ein Pionier und ein SS-Unterscharführer ihr Leben. Die Zerstörung war äußerst umfangreich: 600 Einzelhöfe und 17 Ortschaften, darunter das „Hauptlager Vinca“, wurden zerstört. Neben Vinca wurden die Dörfer „Guardine, Gronda,  Redicesi, Resceto, Colonnata, Bedizzano, Miseglia, Viano, Soliera, Monzone Alto, Monzone Basso und Equi Terme“ zerstört. Nachdem am 27. August 1944 das Massaker beendet war, meldete die Armee 1635 festgenommene Italiener, die zu einem Arbeitseinsatz in Deutschland überführt worden seien. Ende August 1944 betrug die Gesamtzahl der Ermordeten 174 Personen, meist alte Menschen, Frauen und Kinder.

### Massaker von Tenerano
Am 13. September 1944 wurden bei einer weiteren Partisanenaktion 16 Menschen im Ortsteil Tenerano (⊙) getötet. Nachdem der Versuch, eine Partisanengruppe zu stellen, gescheitert war, töteten Angehörige der 16. SS-Panzer-Aufklärungsabteilung 16 Familienmitglieder, darunter fünf Kinder, aus zwei Bauernhöfen in Tenerano und steckten anschließend die Leichen in Brand.

## Aufarbeitung

### Strafverfolgung
Die Massaker wurden in der Zeit des Kalten Krieges lange totgeschwiegen und von den zuständigen juristischen Stellen in Italien und Deutschland kaum verfolgt. Wenn es kurz nach Kriegsende zu Verurteilungen kam, wurden die ausgesprochenen Urteile im Nachhinein meist stark gemildert. Nachdem die Akten über die Massaker im sogenannten Schrank der Schande im Jahr 1994 in Italien aufgefunden worden waren, kam es erst im Jahr 2009 zu einem Urteil von unmittelbar an den Massakern von Fivizzano beteiligten neun deutschen Militärpersonen. Die seinerzeit ausgesprochenen Urteile wurden nie vollstreckt, da Deutschland nicht auslieferte (siehe weiter unten im Text).
- SS-General Max Simon, der Divisionskommandant der 16. SS-Panzergrenadier-Division „Reichsführer SS“, wurde 1947 von einem britischen Militärgericht in Padua wegen mehrerer Massaker zum Tode verurteilt. Die Strafe wurde in lebenslängliche Haft umgewandelt, Simon aber bereits 1954 entlassen.[16][17]
- 1950 wurden elf Angehörige der Schwarzen Brigaden unter anderem wegen der Teilnahme am Massaker von Vinca von einem italienischen Militärgericht in Perugia zu lebenslanger Haft verurteilt, die Urteile aber in der Folge abgemildert.[10]
- Walter Reder wurde 1951 vom Militärgericht in Bologna zu lebenslanger Haft verurteilt und 1985 aus der Haft entlassen. Die vom Militärgericht Bari ursprünglich angeordnete Freilassung auf Bewährung wurde von der Regierung Craxi in eine Amnestie umgewandelt, nachdem von verschiedenen Seiten aus Österreich um Milde in der Sache gebeten worden war.[10][18]
- Ein Militärgericht in Rom verurteilte am 26. Juni 2009, nach der Wiederentdeckung im  „Schrank der Schande“ neun Angehörige der 16. SS-Panzer-Aufklärungsabteilung in Abwesenheit wegen mehrfachen besonders schweren Mordes zu lebenslanger Haft. Die Verurteilten mussten die Prozesskosten tragen und Entschädigungen an die zivilen Nebenkläger zahlen.[2] Deutschland lieferte die Verurteilten nie aus.[19]
- Für die in Mommio begangenen Kriegsverbrechen wurden 2011 vom Militärgericht in Verona vier ehemalige Angehörige der Fallschirm-Panzer-Division 1 Hermann Göring zu lebenslanger Haft verurteilt. 2012 sprach das Militärgericht Rom die drei noch lebenden Beschuldigten frei, woraufhin 2014 der Oberste Kassationsgerichtshof den Fall neu aufrollte und gegen die zwei noch lebenden Beschuldigten Anklage erhob.[3] Der Kommandeur der Festungs-Brigade 135, Oberst Kurt Almers, war aus der Kriegsgefangenschaft geflohen und untergetaucht.
- Helmut Looß, der strategische Planer der grausamen Massaker, wurde nie angeklagt. Er war von 1945 bis zu seiner Pensionierung im Jahr 1975 Lehrer in Bremen.[20]

### Gedenken und Nachwirken
Auf dem Friedhof von Vinca befindet sich ein Gedenkstein aus Carrara-Marmor, ferner auf der Ebene über dem Friedhof eine an einen Gisant erinnernde Skulptur, die auf einem Sarkophag eine Mutter mit Kind zeigt. Neben dem Gedenkstein befinden sich Tafeln mit den Namen der Ermordeten. Auf der Piazza in Vinca befindet sich ein Gedenkstein, der an das Massaker erinnert.
In Bardine di San Terenzo befindet sich eine Gedenkstätte in der Via Bardine. Auf einer Gedenktafel an der Straße nach San Terenzo Monti hinter der Brücke sind die Namen der 53 am 19. August 1944 ermordeten Geiseln aufgeführt.
In Valla erinnert eine Gedenktafel mit den Namen und Geburtsdaten an die Opfer des Massakers.
In San Terenzo Monti gibt es ein in einer ehemaligen kleinen Kapelle eingerichtetes Museum mit Fotos der Opfer, Dokumenten und Materialien zu den Ereignissen. Entlang des Weges von San Terenzo Monti nach Valla informieren mehrsprachige Tafeln über die Ereignisse am 19. August 1944.
Am Ortsrand von San Terenzo Monti steht das vom italienischen Bildhauer Pietro Cascella (1921–2008) 1997 aus Carrara-Marmor geschaffene Hauptgedenkmonument „Gefallene von San Terenzo“. Cascella hatte 1967 auch das „Monument der Märtyrer“ in Auschwitz und 1971 den „Friedensbogen“ in Tel Aviv geschaffen.
In allen betroffenen Ortsteilen finden jährlich Gedenkveranstaltungen statt.
Der Film Il nome del padre (Im Namen des Vaters) von 2018, behandelt ein Drama, das entsteht, als ein bayerischer Jurist entdeckt, dass sein Vater an den Massakern von San Terenzo Monti und Vinca beteiligt war.
Der deutsche Bundespräsident Frank-Walter Steinmeier bat 2019 in Italien um Vergebung für die von Deutschen begangenen Kriegsverbrechen.
„Ich bitte Sie um Vergebung für die Verbrechen, die Deutsche hier verübt haben. Ich stehe heute vor Ihnen als deutscher Bundespräsident und empfinde ausschließlich Scham über das, was Deutsche Ihnen angetan haben“, sagte er am 25. August 2019 bei einer Gedenkveranstaltung in Fivizzano.